# Jan Kolář (publicista)
Jan Kolář (* 1. března 1948 Kladno) je český publicista, rozhlasový a televizní dramaturg a scenárista. 

## Život
Absolvent Fakulty sociálních věd a publicistiky UK (1971) pracoval v redakci Melodie (1972–1973), v kulturní rubrice deníku Práce (1973–1982) a jako dramaturg a posléze vedoucí dramaturg v Hlavní redakci dramatického vysílání Československého rozhlasu (1983–90). Souběžně pracoval jako externí dramaturg pražského Studia Ypsilon (1979–1988). Rok působil v redakci časopisu Scéna a v roce 1992 obnovil Divadelní noviny, které navázaly na tradici stejnojmenného listu z 60. let. Z pozice jejich šéfredaktora odešel v roce 2014 do penze. V letech 1996–2002 byl též vedoucím redaktorem redakce zábavy stanice Praha Českého rozhlasu. Jako editor spolupracoval s hudebními vydavatelstvími Panton a Supraphon. V roce 1994 s Janem Czechem založili nakladatelství Blízká setkání, které zaniklo 1998.
V publicistice se věnuje především rozhovorům a kritické reflexi tvorby malých scén a tzv. studiových divadel. Spolupracuje s Českým rozhlasem a Českou televizí.
Je ženatý, manželka Hana (* 1953) je výtvarnicí hraček a loutek. Má dcery Lucii (* 1976) a Kateřinu (* 1978).

## Dílo

### Knižní publikace
- Jak to bylo v Semaforu (1991)[2][3]
- Do duše i do těla (rozhovor s Milanem Markovičem, 1993)[4]
- Muž, který trvá na svém (rozhovor s Rudolfem Hrušínským,1992)[5]
- Dvanáct x v hlavní úloze (Rozhovory z Divadelních novin, 2010)[6][7]
- Bleděmodrý svět Júliuse Satinského (editor spolu s Milanem Lasicou, 2004)[8]
- 8x v hlavní úloze (rozhovory: Arnošt Goldflam, Jan Klusák, Pavel Kohout, Milan Lasica, Jaroslav Malina, Bolek Polívka, Petr Skoumal, Jiří Suchý). Galén 2023
- Franz Kafka je z Prahy (spoluautor Jan Schmid,1992)
- Masaryk mezi minulostí a dneškem (spoluautor Jan Schmid, 2010)[9][10]

### Rozhlasové hry
- Život, který trval týden[11]
- Bestiarium[12]
- Vždyť ten Havlíček byl přece náš[13]
- Pražské impromptu pro pana Gustava M.[14]
- Proces aneb Zrádce národa[15][16][17]

### Rozhlasové dramatizace
- Nevinný (podle románu Iana McEwana)[18][19]
- Půlnoční pacient (podle románu Egona Hostovského)[20]
- Duch Děvky (podle románu Normana Mailera)[21]
- Spravedlnost podle Selba (podle detektivky Bernharda Schlinka a Waltera Popa)
- Temná komora Damoklova (podle thrilleru W. F. Hermanse)

### Televizní scénáře
- Divadlo, které nebylo na okraji (s Richardem Ermlem a Viktorem Polesným, 2018)[22]
- Dobře skrytý Jan Klusák (Česká televize, premiéra 12.10. 2022)
- Album 11. CD: Semafor – léta 1989–2015 (editor, 2018)[23]